# Leo Shuken
Leo Shuken (* 8. Dezember 1906 in Los Angeles; † 24. Juli 1976 in Santa Monica, Kalifornien) war ein amerikanischer Filmkomponist, Arrangeur und musikalischer Leiter.

## Leben
Shuken war von Ende der 1930er Jahre bis kurz vor seinem Tod im Filmgeschäft tätig. Bereits zu Beginn dieser Karriere erhielt er 1940 für seine Mitwirkung bei der Bearbeitung der Filmmusik zu dem klassischen Western Ringo von Regisseur John Ford einen Oscar. 1965 war er für die Orchestrierung von Goldgräber-Molly erneut nominiert.

## Filmografie (Auswahl)
- 1937: Künstlerball (Artists and Models)
- 1937: Jeder Tag ein Feiertag (Every Day’s a Holiday)
- 1939: Laurel und Hardy: In der Fremdenlegion (The Flying Deuces)
- 1939: Ringo (Stagecoach)
- 1939: Union Pacific
- 1940: Weihnachten im Juli (Christmas in July)
- 1940: Die scharlachroten Reiter (North West Mounted Police)
- 1941: Sullivans Reisen (Sullivan's Travels)
- 1941: Die Falschspielerin (The Lady Eve)
- 1943: Mardi Gras (Kurzfilm)
- 1943: Riding High
- 1944: Der Pirat und die Dame (Frenchman's Creek)
- 1944: Der unheimliche Gast (The Uninvited)
- 1946: In Ketten um Kap Horn (Two Years Before the Mast)
- 1946: Der Mann aus Virginia (The Virginian)
- 1947: Kalkutta (Calcutta)
- 1947: California
- 1947: Mit Gesang geht alles besser (Welcome Stranger)
- 1947: Die widerspenstige Gattin (Suddenly It’s Spring)
- 1947: Vierzehn Jahre Sing-Sing (I Walk Alone)
- 1947: Die legendären Dorseys (The Fabulous Dorseys)
- 1947: Rauhe Ernte (Wild Harvest)
- 1948: Der Todesverächter (Whispering Smith)
- 1949: Todesfalle von Chikago (Chicago Deadline)
- 1949: Frauen um Dr. Corday (The Doctor and the Girl)
- 1950: Gesetzlos (Backfire)
- 1950: Montana
- 1950: Zwischen zwei Frauen (Bright Leaf)
- 1951: Der Revolvermann (The Redhead and the Cowboy)
- 1951: U-Kreuzer Tigerhai (Submarine Command)
- 1951: Peking-Expreß (Peking Express)
- 1951: Drei auf Abenteuer (Soldiers Three)
- 1951: Spione, Liebe und die Feuerwehr (My Favorite Spy)
- 1952: Feuertaufe Invasion (Thunderbirds)
- 1952: Sabotage (Carson City)
- 1952: Der tote Zeuge (Operation Secret)
- 1953: Unternehmen Panthersprung (Flight Nurse)
- 1955: Die linke Hand Gottes (The Left Hand of God)
- 1964: Goldgräber-Molly (The Unsinkable Molly Brown)
- 1965: … denn keiner ist ohne Schuld (The Oscar)